# Dormaa

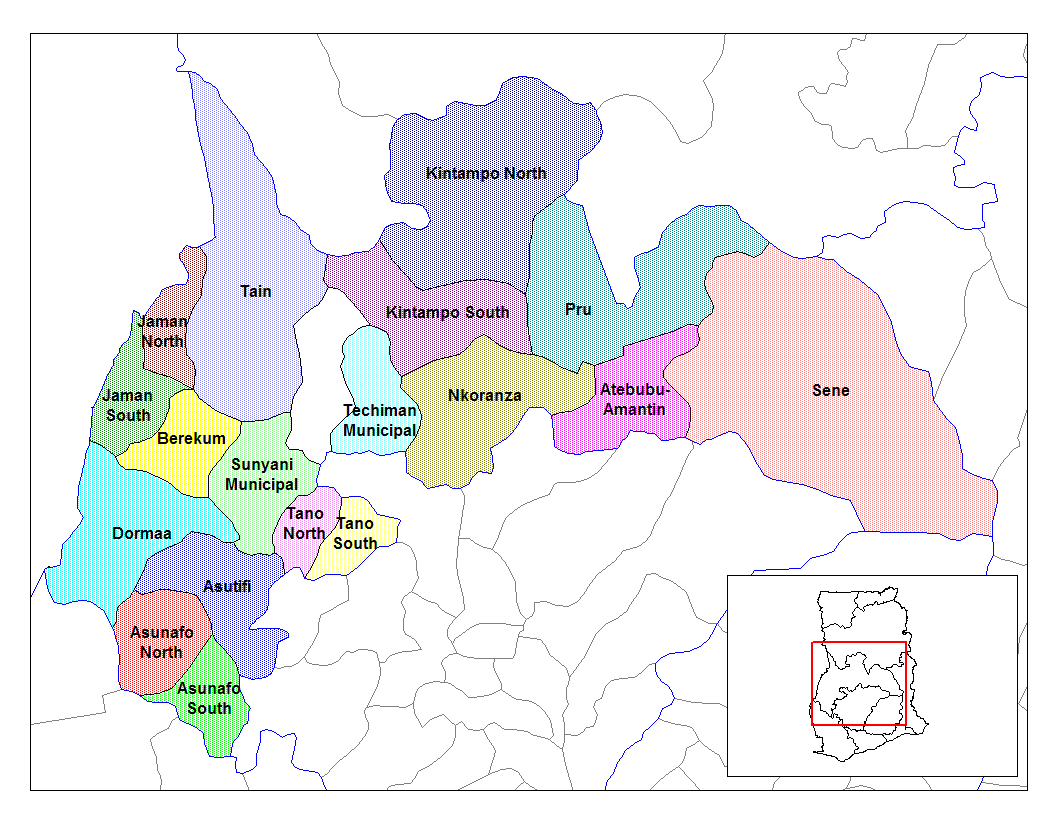
Mapa da região Brong-Ahafo; Dormaa encontra-se no oeste, de cor anil

Dormaa é um distrito da região Brong-Ahafo, no oeste do Gana, fazendo fronteira com a Costa do Marfim.